# دامیان پتکاف
دامیان پتکاف (انگلیسی: Damián Petcoff؛ زادهٔ ۲۴ مهٔ ۱۹۹۰) بازیکن فوتبال اهل آرژانتین است.
از باشگاه‌هایی که در آن بازی کرده‌است می‌توان به باشگاه فوتبال کوردوبا اشاره کرد.